# Judiska Ungdomsförbundet
Judiska Ungdomsförbundet (JUS) är en partipolitisk obunden ideell paraplyorganisation vars syfte är att främja judiskt barn- och ungdomsliv i Sverige. Den har 19 aktiva medlemsföreningar (2023).
JUS grundades 1991 av David Schwartz, själv överlevare från Förintelsen. Förbundet verkar genom att stödja sina medlemsföreningar ekonomiskt och administrativt samt företräda dem i medier och i möten med politiker och beslutsfattare. JUS är mycket aktivt på olika sociala medier som Facebook och X. 
För sitt arbete och engagemang i att motverka antisemitism mottog JUS 2023 års ELSA-pris. 